# Метленков, Николай Фёдорович
Николай Федорович Метленков (род. 5 февраля 1949, с. Ново-Буравль, Воронежская область) — российский и советский архитектор, педагог, член Союза архитекторов (1980), член-корреспондент Российской академии естественных наук (1998), член-корреспондент Академии профессионального образования (2012), Член Союза Журналистов Москвы (2018), советник Российской академии архитектуры и строительных наук (РААСН).

## Биография
В 1969 году поступил в МАрхИ. После окончания института с отличием (1975) продолжил обучение в аспирантуре (1975—1978). Защитил кандидатскую диссертацию «Роль пространственного моделирования в интенсификации процесса обучения архитектурному проектированию» по направлению 18.00.01 (1978). С 1979 по 1989 годы заведовал кафедрой Архитектуры в Ульяновском техническом университете. С 1990 по 2017 гг. — руководитель Проблемной научно-исследовательской лаборатории «Развитие архитектурного образования». В 2003 году получил звание профессора.
С 2007 по 2016 гг. — заместитель Председателя Совета Учебно-методического объединения вузов РФ по образованию в области архитектуры Министерства образования и науки РФ.
С 2012 года является членом Совета по архитектурному образованию и аттестации при Союзе архитекторов России.
Член комитета по Интеллектуальной собственности при Торгово-промышленной палате РФ.
С 1990 года занимается детским архитектурным образованием
В 2000 году открыл ШКОЛУ АРХИТЕКТУРНОГО РАЗВИТИЯ (ШАР), которая по рейтингу ФОРБС вошла в десятку самых интересных детских художественных студий Москвы.
С 2015 года является Председателем редколлегии и Главным редактором Журнала «Архитектура и строительство России», входящего в список журналов ВАК РФ.
В 2018 году защитил докторскую диссертацию на тему «ДИНАМИКА АРХИТЕКТУРНОГО МЕТОДА»
В настоящее время работает профессором кафедры «Архитектура» Института архитектуры и градостроительства НИУ «Московский Государственный строительный университет».

## Награды, премии, благодарности
Медаль ВДНХ (1973, 1983)
Премия Ленинского комсомола в области науки и техники (1985);
Благодарность Министерства культуры РФ (2012)
Благодарность Торгово-промышленной палаты РФ (2012)
В 2012, 2013, 2014, 2018, 2025 годах удостоен ВЫСОЧАЙШЕЙ БЛАГОДАРНОСТИ ГЛАВЫ РОССИЙСКОГО ИМПЕРАТОРСКОГО ДОМА — Е. И. В. ГОСУДАРЫНИ ВЕЛИКОЙ КНЯГИНИ МАРИИ ВЛАДИМИРОВНЫ «За примерное служение Отечеству и высокополезные труды, способствующие укреплению, развитию и благополучию Государства Российского»
В 2015 году удостоен Ордена Святого Станислава 3 степени, в 2025 году Ордена Святого Станислава 2 степени от Российского Императорского Дома.

## Публикации, творческие работы
Ведущий специалист в области методологии архитектурного образования, автор более 250 научных и учебно-методических работ: монографий, учебных пособий, учебников, статей; учебники, учебные пособия, монографии:
- Метленков Н. Ф., Лежава И.Г., Нечаев Н.Н. Организация пространственного моделирования в учебном архитектурном проектировании:  –. — М.: МАрхИ, 1980. — 107 с.
- Метленков Н. Ф. Основы теории учебного архитектурного моделирования. — Саратов: СГУ, 1983. — 159 с.
- Метленков Н. Ф. Архитектурное моделирование как метод проектной концептуализации. — Саратов: СГУ, 1988. — 120 с.
- Метленков Н. Ф., Миронов Г. Ф. Метод архитектора: теоретико-методологические аспекты. — Саратов: СГУ, 1992. — 76 с.
- Под ред. Метленкова Н. Ф., Степанова А.В. Архитектурное образование. Часть 1. Бакалавр. — М.: РУДН, 2009. — 561 с. — ISBN 5-209-01290-5.
- Под ред. Метленкова Н. Ф., Степанова А.В. Архитектурное образование. Часть 2. Специалист. — М.: РУДН, 2009. — 347 с. — ISBN 5-209-01291-3.
- Под ред. Метленкова Н. Ф., Степанова А.В. Архитектурное образование. Часть 3. Магистр. — М.: РУДН, 2009. — 531 с. — ISBN 5-209-01291-5.
- Кудрявцев А. П., Степанов А. В., Метленков Н. Ф., Волчок Ю. П. Архитектурное образование: проблемы развития. — Изд. 2-е. — М.: Едиториал УРСС, 2009. — 152 с. — ISBN 978-5-8360-0544-3. (также: 2009),
- Метленков Н. Ф. и др.; под общ. ред. Лощилина А.Н., Французовой Н.П. Философия творчества. — М.: РФО, 2002. — 144 с.
- Метленков Н. Ф. и др.; под общ. ред. Лощилина А.Н., Французовой Н.П. Творчество и развитие культуры. — М.: РФО, 2002. — 126 с.
- Метленков Н. Ф. и др.; под общ. ред. Лощилина А.Н., Французовой Н.П. Развитие науки и творчество. — М.: РФО, 2002. — 146 с.
- Метленков Н. Ф. и др.; под общ. ред. Лощилина А.Н., Французовой Н.П. Методологические проблемы творчества. — М.: РФО, 2003. — 155 с.
- Метленков Н. Ф. и др.; под общ. ред. Лощилина А.Н., Французовой Н.П. Методологические проблемы науки. — М.: РФО, 2003. — 149 с.
- Метленков Н. Ф., Степанов А. В. Архитектура (учебник для общеобразовательных школ). — М.: Ладья, 1994. (также: М.: Архитектура-С, 2004, ISBN 5-274-01894-7)
- Метленков Н. Ф. Парадигмальная динамика архитектурного метода.—М.: Изд-во «Архитектура и строительство России», 2018—428 с.: илл (ISBN 978-5-9900120-7-3)

статьи
- Метленков Н.Ф. Моделирование учебного архитектурного проектирования // Архитектура и Строительство России. — 2009. — № 6. — С. 2—17. — ISSN 0235-7259.
- Метленков Н.Ф. Гражданскому обществу гражданское образование. Десять вопросов о современном образовании // Архитектура и Строительство России. — 2009. — № 11. — С. 14—27. — ISSN 0235-7259.
- Метленков Н.Ф. Объектность – хроническая болезнь архитектурного образования // Архитектура и Строительство России. — 2010. — № 3. — С. 2—15. — ISSN 0235-7259.
- Метленков Н.Ф. Креативное образование в архитектуре и проблемы его современной стандартизации // Alma mater: вестник высшей школы. — 2010. — № 3. — С. 11—19. — ISSN 1026-955X.
- Метленков Н.Ф. Два шага к лидерству Российской архитектуры // Архитектура и Строительство России. — 2010. — № 12. — С. 10—21. — ISSN 0235-7259.
- Метленков Н.Ф. Парадигмальность в архитектуре // Архитектура и Строительство России. — 2011. — № 3. — С. 2—13. — ISSN 0235-7259.
- Метленков Н.Ф. Парадигмальность в архитектуре. Микро-парадигмы // Архитектура и Строительство России. — 2011. — № 7. — С. 2—9. — ISSN 0235-7259.
- Метленков Н.Ф. Стратегические тупики Российского образования // Архитектура и Строительство России. — 2012. — № 11. — С. 2—14. — ISSN 0235-7259.
- Метленков Н.Ф. XXI Международный смотр–конкурс лучших дипломных проектов по архитектуре и дизайну. Архитектурное образование - пульс социального благополучия // Архитектура. Строительство. Дизайн. — 2013. — № 1(70). — С. 17—18. — ISSN 1990-9942.
- Метленков Н.Ф. Пути совершенствования архитектуры и архитектурного образования в современной России // Профессиональное образование. Столица. — 2013. — № 11. — С. 19—24. — ISSN 1990-9942.
- Пути развития архитектурного образования в системе высшего образования Российской Федерации // Архитектурно-художественное образовательное пространство будущего. Материалы международной научно-методической конференции. — Ростов-на-Дону: Изд-во ЮФУ, 2015, с. 188—190.
- Архитектурно-художественное образовательное пространство будущего / Н. Ф. Метленков, Е. В. Конева. — Архитектура и строительство России[2], 2015- № 11-12, с.6-9
- Парадигмальные параметры архитектуры постиндустриального общества / Н. Ф. Метленков, Р. Р. Шангареев. — Архитектура и строительство России[2], 2015- № 11-12, с.34-41
- Современное пространство социума // Архитектура и строительство России[2], 2016- № 1-2 (217—218), с.2-3.
- Социопространственное творчество архитектора / Н. Ф. Метленков. — Архитектура и строительство России, 2016- № 3 (219), с.2-3
- Градостроительство — пространственная картина цивилизации / Н. Ф. Метленков. — Архитектура и строительство России, 2016- № 4 (220), с.2-3
- О ко-эволюции архитектурного образования[3] / Н. Ф. Метленков. — Архитектура и строительство России, 2017- № 3 (223), с.36-39
- Социализация архитектуры / Н. Ф. Метленков. — Архитектура и строительство России, 2017- № 4 (224), С.2-3.
- Архитектурная концептология / Н. Ф. Метленков. — Архитектура и строительство России, 2018 — № 2 (226), С.2-3
- Dynamics of architectural education / N.Metlenkov. — Astra Salvensis — review of history and culture, year VI, Supplement no. 1, 2018. — P. 657—667 Креатор: объект-субъектный сдвиг / Н. Ф. Метленков. — Архитектура и строительство России, 2019 — № 3 (231), С.2-5
- О всеобщей теории архитектуры / Н. Ф. Метленков. — Архитектура и строительство России, 2019 — № 4 (232), С.2-3
- Пост-индустриальный формат архитектурного образования / Н. Ф. Метленков. — Архитектура и строительство России, 2020 — № 1 (233), С.2-3
- Стратегическая проблематика архитектуры XXI века // Актуальные проблемы строительной отрасли и образования [Электронный ресурс] : сборник докладов Первой Национальной конференции (г. Москва, 30 сентября 2020 г.) ; Министерство науки и высшего образования Российской Федерации, Национальный исследовательский Московский государственный строительный университет, управление научной политики. — Электрон. дан. и прогр. (26 Мб) — Москва : Издательство МИСИ — МГСУ, 2020. — Режим доступа : https://mgsu.ru/resources/izdatelskaya-deyatelnost/izdaniya/izdaniya-otkr-dostupa/ — Загл. с титул. экрана. — С.523-525
- Время экспериментов / Н. Ф. Метленков. — Архитектура и строительство России, 2021 — № 1 (237), С.2-3
- Архитектурная образованность // Архитектура и строительство России, 2022 — № 1 (241), С. 2-3
- Урбан-горизонт // Н. Ф. Метленков. — Архитектура и строительство России, 2022 — № 3 (243), С.2-3

Автор патента «Игровой конструктор» для творческого архитектурного развития детей дошкольного возраста.
Автор более 100 заказных и конкурсных проектов жилых и общественных зданий, градостроительных комплексов, отмеченных премиями, медалями, дипломами в том числе — концептуальный проект Европейского центра архитектуры в Москве (1991). Участник более 10 международных творческих семинаров и архитектурно-художественных выставок (Афины, Будапешт, Бухарест, Варшава, Париж, Салоники, Токио др.).